# Alejandro Mallona Iza
Alejandro Mallona Iza (Mundaca, 2 de febrero de 1878-Derio, 5 de septiembre de 1937) fue un político español. Miembro del Partido Nacionalista Vasco, fue alcalde de Mundaca.
En 1936 tras el golpe de Estado de julio, estalló la guerra civil española. Mallona salvó la vida a varios sublevados bilbaínos que se unieron al golpe militar, entre ellos dos miembros de la familia Ybarra. Durante la guerra, Mallona participó en los esfuerzos para crear la República Federativa de Euskadi. Fue detenido por miembros del bando sublevado en 1937 y fusilado el 5 de septiembre en el cementerio de Derio.
Edorta Jiménez, una escritora mundaquesa, publicó Kilkerren hostak, una novela sobre el tiroteo de Alejandro Mallona, que mezcla ficción y hechos y personajes reales.